# Vörå
Đã hết thời gian dành để chạy kịch bản.Đã hết thời gian dành để chạy kịch bản.
Vörå (Đã hết thời gian dành để chạy kịch bản.) là một đô thị của Phần Lan. Trong năm 2011, đô thị này đã được tạo ra từ các đô thị Vörå-Maxmo và Oravais. Vörå-Maxmra đã được lập trong năm 2007 từ các đô thị (cũ) Vörå và Maxmo. Nó nằm ở tỉnh Tây Phần Lan và là một phần của khu vực Ostrobothnia.
Dân cư đô thị này sử dụng hai ngôn ngữ, với đa số (85%) nói tiếng Thụy Điển và thiểu số (14%) nói tiếng Phần Lan.
Đô thị cũ đã có dân số 1.037 người (2003) và diện tích 148,06 km ² trong đó 1/4 là diện tích mặt đất. Mật độ dân số là 7 người trên mỗi km ².